# نجاة رشدي
نجاة رشدي هي نائبة الممثل الخاص أنطونيو غوتيريس لبعثة الأمم المتحدة المتكاملة المتعددة الأبعاد لتحقيق الاستقرار في جمهورية إفريقيا الوسطى (مينوسكا MINUSCA )، حيث ستعمل أيضا كمنسقة مقيمة، ومنسقة إنسانية لدى الأمم المتحدة بهذا البلد، وكذا ممثلة مقيمة لبرنامج الأمم المتحدة للتنمية، و هي المغربية بين 3 نساء في العالم في تدبير ملفات دولية بالأمم المتحدة.

## حياتها
نجاة رشدي هي مغربية ازدادت في يونيو/ حزيران 1961 و أم لأربعة أبناء، حاصلة على شهادة البكالوريا في الرياضيات، و على ديبلوم الهندسة في المعلوميات بالمعهد الوطني للإحصاء و الاقتصاد التطبيقي و جامعة مونتريال في كندا، تتكلم بطلاقة وتكتب بكل من اللغة العربية، الإنجليزية و الفرنسية. و تعتبر نقطة الاتصال الوطنية للبرنامج الأوروبي المتوسطي لمجتمع المعلومات في المنطقة، كما تتوفر على خبرة واسعة في مجال التنمية والعمل الإنساني.
كانت جزء من العديد من مجموعات البحث الدولية، وقد شاركت في العديد من المؤتمرات واللقاءات الدولية وقدمت رؤيتها المتعلقة ببرامج الأمم المتحدة في مناطق النزاع للقضايا بالإضافة إلى القضايا التي تهم المرأة والإعلام. ساهمت كمؤلف مشارك في كتابين، تم تمويله ونشره من قبل المفوضية الأوروبية. و قد كانت عضوة في فريق رفيع المستوى من خبراء تكنولوجيا المعلومات والاتصالات (ICT) الذي أنشأه الأمين السابق للأمم المتحدة ؛ الجنرال السيد كوفي عنان ، لتقديم المشورة بشأن سياسة تكنولوجيا المعلومات والاتصالات من أجل التنمية الاقتصادية والاجتماعية للمجلس الاقتصادي والاجتماعي (ECOSOC) والجمعية العامة. وهي أيضا عضو في العديد من خليات التفكير و القوات التشغيلية (tasks forces) في أوروبا وأفريقيا والشرق الأوسط.

### 1986
بدأت نشاطها المهني عام 1986 كأستاذ جامعي وباحث في مدرسة علوم المعلومات وفي إعدادية المدرسة المولوية في الرباط.

### 1994 - 1999
من 1994 إلى 1999 ، كانت نجاة قائدة فريق مبادرة الإنترنيت في أفريقيا للمكتب الإقليمي لأفريقيا التابع لبرنامج الأمم المتحدة للتنمية والتي تفاوضت وقادت على هذا النحو تنفيذ العديد من البرامج وكذلك تقديم المشورة في مجال السياسات للمسؤولين رفيعي المستوى (رئيس الدول، رئيس الحكومة والوزراء).

### 1999 - 2003
من عام 1998 إلى عام 2003 ، كانت لديها عدة مناصب رفيعة المستوى في بلدها.

#### 1999 - 2001
كانت مستشارة في مكتب رئيس الوزراء والمدير العام للتعاون الدولي .

#### 2002
تم تعيينها كاتبة عامة بوزارة الاقتصاد الاجتماعي والمقاولات الصغرى والمتوسطة.

#### 2003 - 2008
كانت المديرة الإقليمية للمعلومات وتكنولوجيا الاتصالات من أجل التنمية في المنطقة العربية (ICTDAR) في برنامج الأمم المتحدة الإنمائي. بدأت ونفذت العديد من المبادرات الإقليمية في 18 دولة في المنطقة العربية. اشتغلت بشكل وثيق مع المفوضية الأوروبية، و AICED في إسبانيا، وكذلك دول الخليج كجهات مانحة مستجدة وشركات متعددة الجنسية
.

## [4]المناصب التي تقلدتها في برنامج الأمم المتحدة للتنمية
شغلت عدة مناصب في كل من القاهرة، جنيف والكاميرون :

### جنيف
مديرة مساعدة مكلفة بالسياسة والتواصل والعمليات في جنيف.

### القاهرة
منسقة إقليمية لتكنولوجيا المعلومات والاتصالات في خدمة التنمية في القاهرة.

### الكاميرون
ممثلة مقيمة لبرنامج الأمم المتحدة بالتنمية بالكاميرون منذ سنة 2013.
1. ↑  "تعيين المغربية نجاة رشدي مسؤولة أممية في أفريقيا الوسطى". Menara.ma. مؤرشف من الأصل في 2019-02-12. اطلع عليه بتاريخ 2018-12-21.
2. ↑  "Secretary-General Appoints Najat Rochdi of Morocco Deputy Special Representative, Resident Coordinator in Central African Republic | Meetings Coverage and Press Releases". www.un.org. مؤرشف من الأصل في 2019-04-06. اطلع عليه بتاريخ 2018-12-21.
3. ↑  www.oecd.org https://web.archive.org/web/20181222034230/https://www.oecd.org/mcm/50424158.pdf. مؤرشف من الأصل (PDF) في 2018-12-22. اطلع عليه بتاريخ 2018-12-21. {{استشهاد ويب}}: الوسيط |title= غير موجود أو فارغ (مساعدة)
4. ↑  "من هي نجاة رشدي، نائبة الممثل الخاص لبعثة الأمم المتحدة بإفريقيا الوسطى؟". Medi1Tv. مؤرشف من الأصل في 2019-03-09. اطلع عليه بتاريخ 2018-12-21.